# UC-9号潜艇
陛下之UC-9号艇是德意志帝国海军于第一次世界大战期间建造的其中一艘UC-I型近岸布雷潜艇或称U艇。它由汉堡的伏尔铿船厂承建，于1915年7月11日新船下水，至当月15日交付使用。其全长33.99米，水面及水下排水量分别为168吨和183吨，艇载武器则包括六具水雷投放井以及一门8毫米口径机枪。UC-9号入役后曾被部署至驻泽布吕赫的佛兰德区舰队，并参与了大西洋潜艇战，但在其仅有的两次巡逻期间，未能取得任何战功。1915年10月20日，UC-9号被派往泰晤士河口附近布雷，从此再未归航。据推断，它是遭自身的水雷炸沉，艇内16名官兵全数阵亡。

## 设计
第一次世界大战爆发后，为配合欧洲大陆的战事，德意志帝国海军鱼雷监察局（Inspektion des Torpedowesens）于1914年9月向潜艇监察局（Inspektion des U-Bootwesens）提议，研制小型布雷潜艇用于在法国近岸水域实施水雷封锁。潜艇局随即完成了代号为“35a号工程”的设计方案，即UC-I型潜艇。有别于同时代的大多数潜艇类别，该型潜艇基本上采用单壳体；这意味着艇体全由耐压壳体构成，当中集成了用于下潜的潜水舱。这种结构类型是衍生自19世纪后期德国的第一艘实验性U艇，在当时实际上已显过时。
UC-9号是首批15艘UC-I型方案的九号艇。这个亚型是基于同时开发的近岸作业潜艇UB-I型发展而来，但体积略大，全长为33.99米，并有3.04米的吃水深度；舷宽则同样限定在3.15米，以满足铁路运输所要求的装载限界。其水上和水下排水量分别为168吨和183吨。艇只搭载有一台功率为90匹公制馬力（66千瓦特）的戴姆勒制六缸四冲程柴油发动机用于水面运行，以及一台175匹公制馬力（129千瓦特）的西门子-舒克特电动发电机供水下运行；它们用以驱动一根单轴直径为1.08米长的三叶螺旋桨。该艇的潜航深度为50米。
UC-9号在水上的最高速度为6.2節（11.5每小時），在水下的最高航速则为5.22節（9.67每小時）。它可以5節（9.3每小時）的速度在水上巡航780海里（1,440），或以4節（7.4每小時）的速度在水下巡航50海里（93）。作为专用的布雷潜艇，该艇取消了鱼雷发射管，改为六具倾斜式水雷存储井，并可携带12枚UC120型水雷。布雷时只需将存储井底部的盖板打开，水雷便可凭借自身重量滑入水中。此外，在甲板上还配备有一挺8毫米口径机枪作为辅助武器。其标准船员编制为1名军官及13名水兵。

## 历史
UC-9号是由国家海军办公室作为C项战时订单（Kriegsauftrag C）的一部分，于1914年11月23日向汉堡的伏尔铿船厂订购，建造编号为53。艇只于1915年7月11日下水，至当月15日在首度担任艇长的海军中尉保罗·许尔曼的指挥下正式交付使用。入役后，UC-9号先是被编入训练分舰队，至9月21日再独力从基尔启程前往泽布吕赫，并于两天后抵达及加入驻当地的佛兰德区舰队，成为海军佛兰德集团军的一份子。
1915年10月20日，UC-9号离开泽布吕赫代表新部队执行首次任务，前往泰晤士河口的长滩灯船（Long Sand Lightship）附近布雷。自那以后，该艇便失去了联系。据推断，它可能是遭自身的水雷炸沉，艇内16名官兵全数阵亡。其中轮机长卡尔·诺伊豪斯的尸体于11月12日被冲上英国海岸，并由英国人寻获。在UC-9号仅有的两次行动中，未能取得任何战功。

## 脚注
1. ↑  Tarrant，第173頁.
2. 1 2 3  Helgason, Guðmundur. . German and Austrian U-boats of World War I - Kaiserliche Marine - Uboat.net.   [2009-02-20].
3. 1 2 3 4  Gröner 1991，第30-31頁.
4. 1 2  Helgason, Guðmundur. . German and Austrian U-boats of World War I - Kaiserliche Marine - Uboat.net.   [2015-03-04].
5. ↑  陈进，第45頁.
6. 1 2  陈进，第46頁.
7. ↑  Herzog，第139頁.
8. ↑  . Denkmalprojekt.org.   [2022-07-13]. （原始内容存档于2022-07-16）.